# Griffin (Georgia)
Griffin település az Amerikai Egyesült Államok Georgia államában, Spalding megyében, melynek megyeszékhelye is. Lakosainak száma 23 478 fő (2020. április 1.).

## Népesség
A település népességének változása:

| 2010 | 23 643 |
| 2020 | 23 478 |